# Abrotheus
Abrotheus är ett släkte av skalbaggar. Abrotheus ingår i familjen vivlar.
Kladogram enligt Catalogue of Life:
| Abrotheus | \| \| Abrotheus placitus \| \| \| \| |
|           | \| \| Abrotheus placitus \| \| \| \| |
|           | Abrotheus placitus                   |
|           |                                      |